# Celles-en-Bassigny
Celles-en-Bassigny é uma comuna francesa na região administrativa de Grande Leste, no departamento de Haute-Marne. Estende-se por uma área de 8,92 km². Em 2010 a comuna tinha 79 habitantes (densidade: 8,9 hab./km²).